# Muhammed Sanneh
Muhammed Sanneh (* 19. Februar 2000 in Serekunda) ist ein gambischer Fußballspieler.

## Karriere
Am 2. Februar 2019 verließ Sanneh seine Heimat Gambia und unterzeichnete einen Profivertrag mit Paide. Im Dezember 2020 wurde er für seine Leistung in der Saison 2020 in die Meistriliiga-Mannschaft der Saison berufen. Im Januar 2021 wechselte er zum tschechischen Team Baník Ostrava. Sein Profidebüt gab er am 16. April 2021 bei Baník Ostrava beim 1:1-Unentschieden der tschechischen Ersten Liga gegen Bohemians 1905. Baník Ostrava aktivierte am 17. April 2021 seine Ausstiegsklausel für seine Leihe, um dem Verein über die Saison 2020–2021 hinaus erhalten zu bleiben. Im Januar 2021 unterzeichnete Sanneh eine Leihe für die halbe Saison bei Pohronie.
Im Juni 2020 wurde Sanneh erstmals in die A-Nationalmannschaft Gambias berufen. Er debütierte für Gambia beim 1:0-Testspielsieg gegen Togo am 8. Juni 2021.

## Familie
Sannehs älterer Bruder Bubacarr ist ebenfalls Profifußballer.